# FEX
FEX es una banda alemana de new wave formada en Kiel a finales de 1983. Son conocidos por la canción "Subways of Your Mind", también conocida como "La canción más misteriosa de Internet", tema de una búsqueda en internet de 17 años para identificar el título y el artista original.    
Aunque la banda solo lanzó una maqueta de seis pistas durante su etapa original, el tecladista Michael Hädrich reveló durante una entrevista en Reddit que Fex "tenía canciones para un concierto completo de dos sets". Una de las canciones de la maqueta, "Jenny", también apareció en el álbum recopilatorio Zeus Top Hits de 1985. Fex se reformó tras la búsqueda de "Subways of Your Mind" y comenzó a publicar más canciones a finales de 2024, la primera de las cuales fue "Goldrush", una cara B de la cinta. En diciembre de 2024, Hädrich encontró la versión NDR de "Subways of Your Mind" en su disco; estuvo disponible para streaming a principios de 2025. 

## Historia

### Moduladores, formación y mandato original (1980-1988)
Fex fue precedido por una banda llamada Modulators, formada en 1980 e integrada por los esposos Ture e Ilona Rückwardt, Karl-Heinz "Kalle" Eckert, Norbert Ziermann, Michael Hädrich y Heino R. Modulators combinó letras en alemán con elementos de new wave, punk y música electrónica. Lanzaron un vinilo de cuatro pistas titulado Hygiene Hygiene Hygiene en 1982, pero se disolvieron poco después. 
Según el guitarrista Ture Rückwardt, Fex empezó en una sala de ensayo en la zona industrial de Heikendorf . El nombre de la banda deriva de la palabra coloquial de Alemania Meridional, fex, similar a "fanático" o " nerd ", que describe a alguien apasionadamente entusiasta por algo. A los Rückwardt y a Eckert se les unieron Volker Schenk al bajo y Hans-Reimer Sievers a la batería. Schenk fue reemplazado por Jörg Lemcke tras un breve periodo y Eckert dejó la banda en 1984; su sustituto fue Michael Hädrich, antiguo compañero de Modulators. Para septiembre de 1984, Ilona Rückwardt se había tomado la baja por maternidad, lo que impulsó a Ture Rückwardt a convertirse en vocalista principal, con Hädrich como coros y segunda guitarra, además de teclados. Fex empezó a ganar más visibilidad fuera de Kiel con su participación en el concurso musical Newcomer Show, presentado en 1984 por el presentador de radio y televisión Manfred Sexauer y organizado por la corredora de seguros Zeus, con sede en Hamburgo . El concurso se celebró a nivel nacional; Fex actuó en septiembre en la sala de conciertos Glocke de Bremen y logró vencer a otras siete bandas. Uno de los premios fue la contribución de una canción al álbum recopilatorio Top-Hits, lanzado en abril de 1985. La banda se decidió por «Jenny», que grabaron en Planet Wave Studio. 
Poco después de la presentación en el Newcomer Show, Lemcke decidió marcharse, ya que los crecientes compromisos profesionales de la banda chocaban con sus estudios universitarios. Fue reemplazado por otro exmiembro de Modulators, Norbert Ziermann.  Con esta formación, Fex entró en los recién construidos Hawkeye Studios en Ganderkesee para grabar una maqueta de seis pistas en noviembre de 1984. Un artículo periodístico sobre este proyecto también mencionó sus planes de lanzar un vinilo en primavera y realizar una gira por el norte y centro de Alemania en marzo de 1985.   Aunque no se materializó el lanzamiento del vinilo, la banda realizó una gira por varios locales de Alemania de marzo a mayo. La gira culminó con una actuación como teloneros en Bruchhausen-Vilsen el 26 de mayo.   Poco después de la gira, Hädrich decidió mudarse a Múnich y dejó la banda. Fex continuó con una constelación variada de miembros de la banda, más notablemente Dirk Reichardt como reemplazo de Hädrich y el regreso de Ilona Rückwardt como vocalista, pero finalmente se disolvió en 1988.

### Reunión yRascacielos(2024-presente)
El 7 de noviembre de 2024, Rückwardt, Hädrich y Ziermann se reunieron para interpretar una versión acústica en vivo de « Subways of Your Mind » en la radio alemana NDR 1 Welle Nord. Esta fue la primera actuación de la banda desde su disolución en 1988. El 8 de noviembre, Sievers contactó con NDR 1 para una entrevista tras leer sobre la reunión de la banda en un periódico local, y posteriormente se puso en contacto con los demás miembros.  Los cuatro músicos finalmente se reunieron en un estudio de Hamburgo en diciembre, y las sesiones de grabación incluyeron una nueva versión de «Subways of Your Mind».
El 9 de diciembre, el sello berlinés The Outer Edge anunció el lanzamiento en vinilo de 7" de la versión demo original de "Subways of Your Mind" como sencillo, con "Heart in Danger" en la cara B, para enero de 2025. Se puso a la venta por adelantado en la página de Bandcamp del sello el 12 de diciembre.  La versión digital del sencillo se lanzó el 20. En Navidad de 2024, la banda encontró una cinta con la versión NDR original de "Subways of Your Mind" y la puso a disposición en plataformas de streaming en enero.  Sievers también anunciaría poco después que dejaría FEX debido a compromisos personales y familiares.
El 16 de mayo de 2025, The Outer Edge anunció el lanzamiento del álbum debut de FEX, Skyscraper, el 8 de julio. Este álbum contiene versiones remasterizadas de las seis canciones de la maqueta de 1985 y tres temas nuevos: «Skyscraper», «Strange Feeling» y «Dirty Slapstick», también recuperados de grabaciones originales de los 80. La grabación original de 1984 de «Subways of Your Mind», del casete de Darius S., cuya hermana Lydia había iniciado la búsqueda del tema, también se incluyó como pista extra, y Darius se encargó de la portada. 

## Miembros de la banda

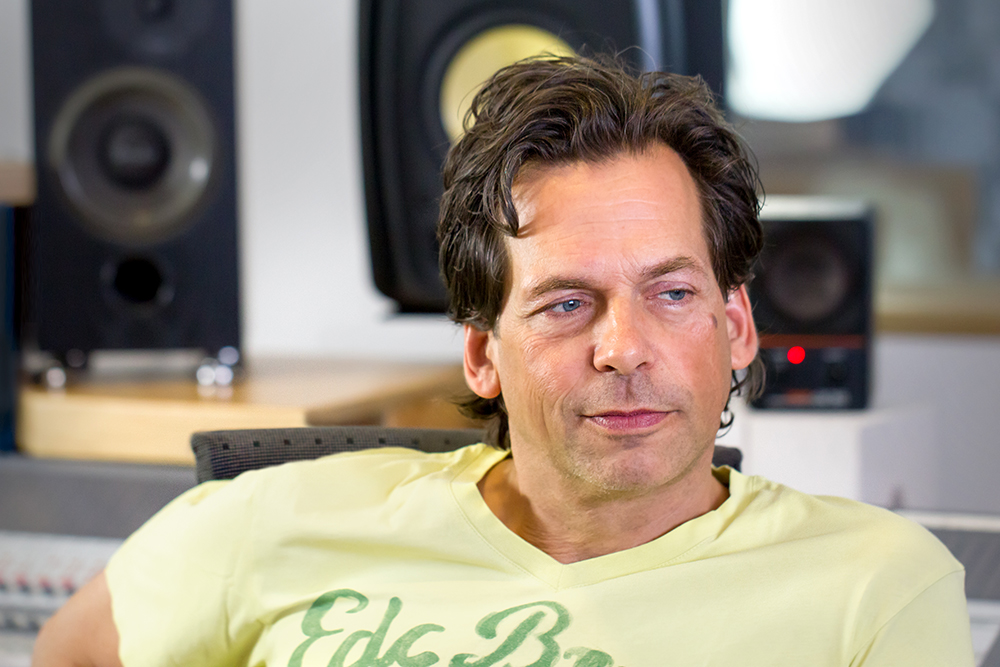
El compositor Dirk Reichardt reemplazó a Michael Hädrich como teclista de la banda en 1985.

## Discografía

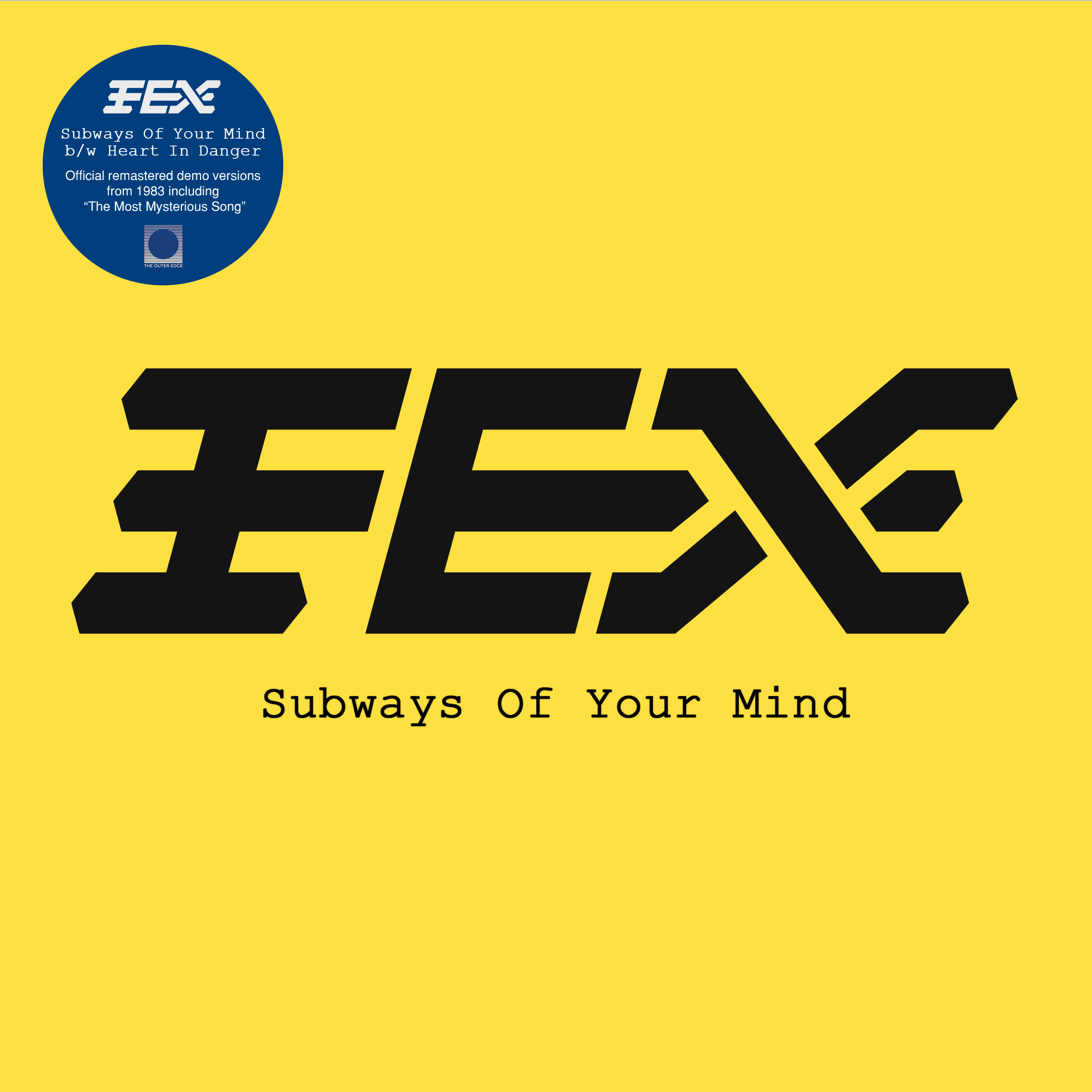
Carátula del lanzamiento oficial en digital y vinilo de 2024/2025

Álbumes de estudio
| Fecha              | Título                          | Etiqueta          |
| 8 de julio de 2025 | Skyscraper: Waves From The Past | El borde exterior |

EPs y demos
| Año  | Título                   | Notas     |
| ---- | ------------------------ | --------- |
| 1985 | Fex                      | Demo tape |
| 2025 | More Waves from the Past | EP        |

Individual
| Año  | Título                                                  | Notas                                            |
| ---- | ------------------------------------------------------- | ------------------------------------------------ |
| 1985 | "Jenny"                                                 | Sobre el álbum recopilatorio Zeus Top-Hits       |
| 2024 | "Subways of Your Mind" b/n "Heart in Danger"            |                                                  |
| 2024 | "Subways of Your Mind (en vivo)"                        | Grabado en mayo de 1985 en el Roxy de Paderborn. |
| 2025 | "Subways of Your Mind"                                  | Versión demo original que se emitió en NDR       |
| 2025 | "Subway of Your Mind" (versión NDR) b/n "Talking Hands" |                                                  |

Otras canciones
- "Right and Wrong" [21]
- "Hard Ride" [21]
- "Secon Hand Love" [21]
- "Influence" [21]
- "Talk About" [21]
- "Killing Joke" [21]
- "Dead End" [21]
- "Epcot" [21]
- "Waiting Song" [22]
- "Don't Call Me Loser" [22]
- "We Don't Want It No More"